# Olivier Rosemplatt
Pas d'image ? Cliquez ici

a Compétitions nationales et continentales officielles uniquement.

Olivier Rosemplatt, né le 23 janvier 1976 à Marseille (Bouches-du-Rhône), est un joueur français de rugby à XV qui évolue au poste de deuxième ligne (2,02 m pour 100 kg). 